# Grand Theft Auto: Vice City Stories
Grand Theft Auto: Vice City Stories er en efterfølger til Grand Theft Auto: Vice City, målrettet til PSP, men er senere blevet udgivet, til PlayStation 2. Selvom spillet er kommet efter GTA: Vice City, så foregår spillet i Vice City, i 1984, to år før handlingen i det oprindelige spil.
PSP-udgaven har multiplayerfunktion, hvis man er flere, der spiller PSP-spillet med trådløsforbindelse.

## Historien
Spillet handler om Victor Vance, som er bror til Lance Vance, der forrådte Tommy Vercetti i det første spil. Victor Vance er også figuren, der bliver dræbt ved en narkohandel i det første spil om Vice City.
Historien er bygget på, hvordan Victor og Lance får opbygget deres kriminelle imperium og skaber sig en fjender og venner.
Spillet er det første og indtil videre det eneste, hvor en ægte, kendt person optræder i spillets fiktive omgivelser, da Phil Collins optræder

## Grafikmotoren
Grafikmotoren sparer mange ressourcer, men resulterer også nogle gange i nogle besynderlige situationer[kilde mangler]. For at spare ressourcer, optegner og registreres kun computerstyrede biler, som er meget tæt på selve spilleren (som f.eks. den modgående trafik på en vej) i computerens hukommelse. Det betyder, at hvis du kigger i den ene retning, og ser en bil langt væk, vender dig om hurtigt og kigger tilbage igen, så kan bilen være forsvundet. Men for de fleste er det ikke til gene for gameplayet da trafikken i spillet blot skal supplere til at give miljøet liv og realisme.

## Transportmidler
I Vice City Stories kan spilleren tage kontrollen over flere køretøjer, end i det forrige spil:
- Bil
- Knallert
- Motorcykel
- Lastbil
- Helikopter
- Båd
- Jetski
- Fly
- Flyvebåd